# Leptarctia nigrorubra
Leptarctia nigrorubra är en fjärilsart som beskrevs av Rego Barros 1959. Leptarctia nigrorubra ingår i släktet Leptarctia och familjen björnspinnare. Inga underarter finns listade i Catalogue of Life.